# Jasna Bistrić
Jasna Bistrić (* 11. November 1966) ist eine ehemalige kroatische Fußballspielerin.
Bistrić debütierte am 11. Mai 1996 im EM-Qualifikationsspiel gegen Italien. Dieses Spiel endete 0:0 unentschieden. Weitere Berufungen folgten nicht mehr.